# Something New (canção de Zendaya)
"Something New" é uma canção da artista musical estadunidense Zendaya, contida em seu futuro segundo álbum de estúdio ainda sem título divulgado. Conta com a participação do rapper compatriota Chris Brown. Foi composta por ambos juntamente com Dallas Austin, Christopher Dotson, Babyface, Khris Riddick-Tynes e Leon Thomas III. O seu lançamento como primeiro single do próximo disco ocorreu em 3 de fevereiro de 2016, através da Hollywood Records e Republic Records.

## Antecedentes
Antes do lançamento de seu primeiro álbum de estúdio autointitulado em setembro de 2013, foi confirmado que Shake It Up, série a qual Zendaya era protagonista juntamente com Bella Thorne, teria seu fim naquele mesmo ano. Como dito, a cantora lançou seu disco de estreia, o qual debutou na 51ª posição da Billboard 200, com 7 mil cópias vendidas na primeira semana, gerando apenas um single, intitulado "Replay". Em 25 de janeiro de 2016, foi dito pela cantora que seu primeiro single do próximo disco, "Something New", estrearia em 5 de fevereiro digitalmente, precedido por um lançamento nas rádios mainstream no dia 9 do mesmo mês.

## Desempenho nas tabelas musicais

### Posições
| Tabela musical (2016)                        | Melhor posição |
| -------------------------------------------- | -------------- |
| Estados Unidos (Billboard Hot 100)           | 93             |
| Estados Unidos (Billboard R&B/Hip-Hop Songs) | 32             |
| Estados Unidos (Billboard Mainstream Top 40) | 29             |
| Estados Unidos (Billboard Rhythmic)          | 16             |